# 苏保成
苏保成（1960年5月—），河南扶沟人，汉族，中国共产党党员。中华人民共和国政治人物、第十三届全国人民代表大会解放军和武警部队代表。

## 生平
2018年，苏保成被选为解放军和武警部队出席第十三届全国人民代表大会代表。
曾仼福建省委常委丶福建省軍區政治委員，中國人民解放军少將軍階